# Економія палива в автомобілях

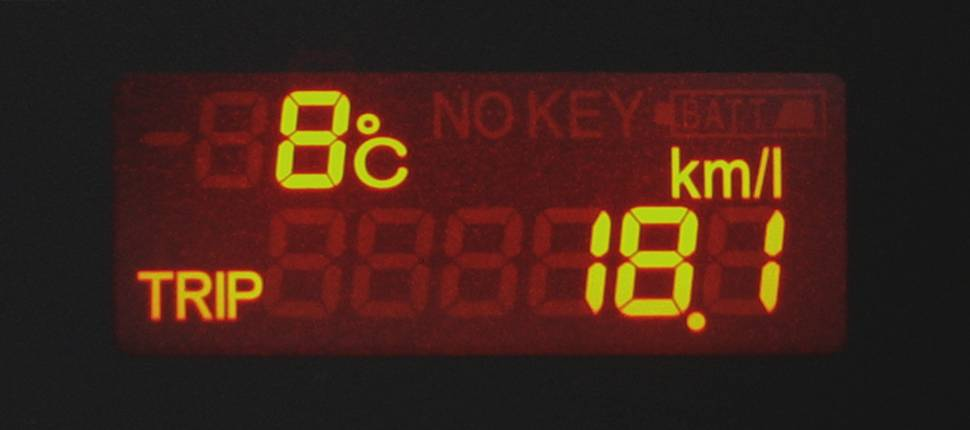
Монітор витрати палива від Honda Airwave 2006 року. Показана витрата палива 18,1 км/л 18.1 km/L.

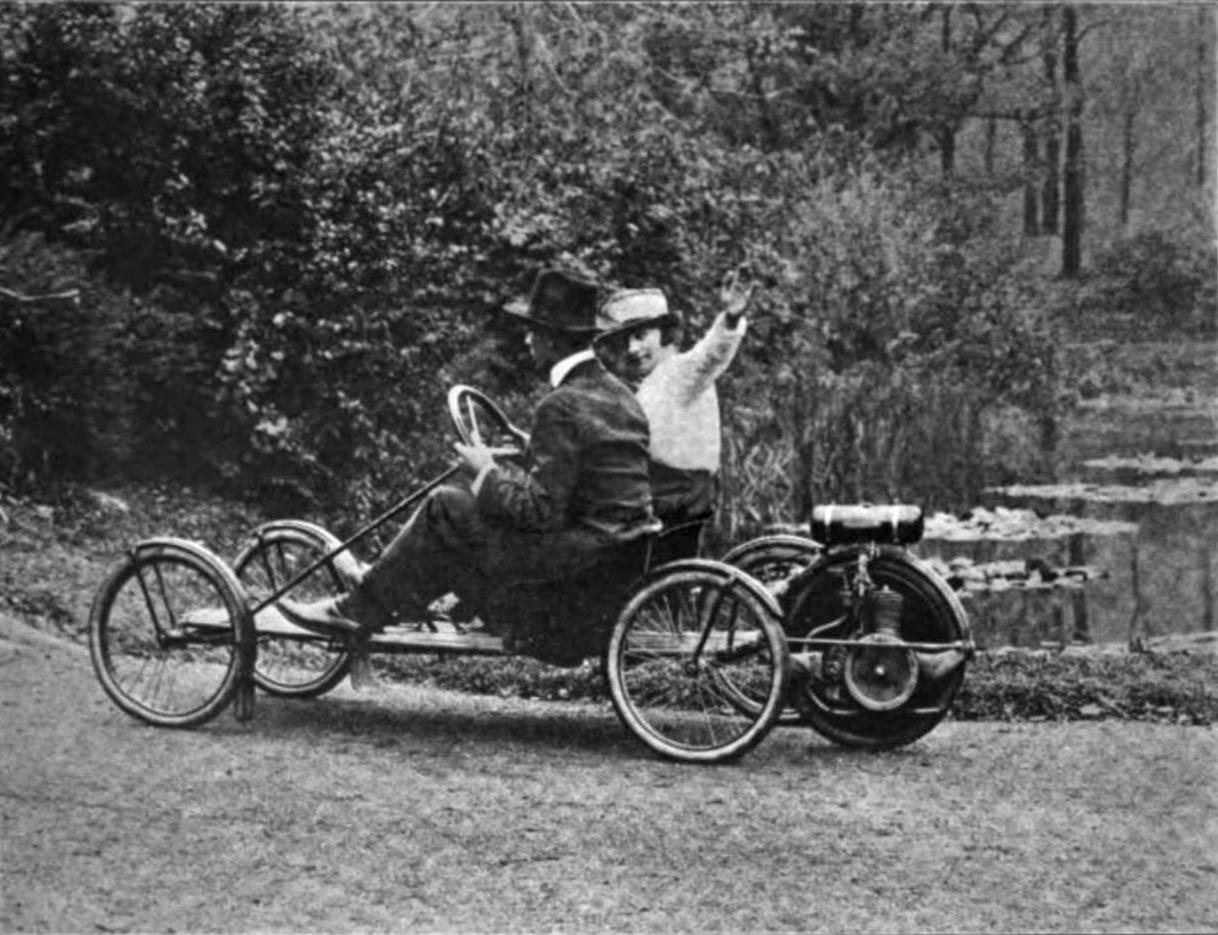
Briggs and Stratton Flyer 1916 року. Спочатку це був експеримент зі створення економічного автомобіля в Сполучених Штатах, транспортний засіб важив лише 135 фунтів (61,2 кг) і був адаптацією невеликого бензинового двигуна, спочатку розробленого для приводу велосипеда.

Економія палива автомобіля залежить від відстані, яку проїхав автомобіль, і кількості спожитого палива. Витрата може бути виражена через об’єм палива, який необхідно подолати на відстань, або відстань, пройдену на одиницю об’єму спожитого палива. Оскільки споживання палива транспортними засобами є значним фактором забруднення повітря, а імпорт моторного палива може становити значну частину зовнішньої торгівлі країни, багато країн висувають вимоги щодо економії палива.
Для наближення фактичних характеристик транспортного засобу використовуються різні методи. Енергія в паливі потрібна для подолання різних втрат (опір вітру, опір шин тощо), що виникають під час руху транспортного засобу, а також для забезпечення енергією систем автомобіля, таких як запалювання чи кондиціонування повітря. Для зменшення втрат при кожному з перетворень між хімічною енергією в паливі та кінетичною енергією автомобіля можна застосовувати різні стратегії. Поведінка водія може вплинути на економію палива; такі маневри, як раптове прискорення та різке гальмування, витрачають енергію.
Електромобілі безпосередньо не спалюють паливо, тому самі по собі не мають економії палива, але для їх порівняння було створено показники еквівалентності, наприклад милі на галон еквівалента бензину.